# アザリ・アスマニ
アザリ・アスマニ（アラビア語: غزالي عثماني, フランス語: Azali Assoumani, 1959年1月1日 - ）は、コモロの政治家、軍人。2016年より同国大統領を務めているほか、2023年度のアフリカ連合総会議長。アザリが姓。

## 来歴
グランドコモロ島の南西部ミツジェで生まれる。1977年から1980年までモロッコの軍学校で学び、1981年コモロ軍に入隊。のちコモロ自衛軍司令官。1998年には大佐、参謀総長に就任。1999年4月のクーデターで政権掌握、5月に国家元首に就任。2002年1月に国家元首を辞任したが、新憲法下の4月に実施された大統領選で当選し、同年5月26日に正式に大統領に就任した。
ンズワニ島（旧アンジュアン）、ムワリ島（旧モヘリ）の独立運動に反対し、同運動指導の反政府勢力とは武力を背景にした和解で一応の問題解決にこぎつけ、国家崩壊の最悪の事態を免れた。しかしコモロ独立以来の「フランス領マヨット島の領有によるコモロ諸島統一」という悲願は果たせておらず、また世界最低レベルの生活水準、いまだにくすぶる島同士による対立が続く同国で、厳しい国家運営を強いられた。
アンジュアン島から選出される2006年5月14日の大統領選では、首相や連合議会副議長などを歴任したイブラヒム・ハリディを後継候補として支援したが、アーヤトッラーである無所属候補アフメド・アブドラ・モハメド・サンビが勝利した。同年5月26日をもってアザリの大統領としての任期は満了し、大統領職はアザリからサンビへと受け継がれた。2016年2月、グランドコモロ島から選出される大統領選に出馬し、グランドコモロ島の予備選では三位となったが、決選投票では首位に立ち当選した。同年5月26日より3期目の大統領職を務める。大統領の再選を可能とする憲法の改正を画策し、野党のサンビ元大統領などと対立。2018年7月に再選を可能とする憲法改正案が国民投票で承認され、10月にはこれに反発する暴動も発生した。2019年3月24日の大統領選挙出馬のため、憲法規定により同年2月13日をもって大統領を退き、ムスタドラネ・アブドゥ副大統領が大統領代行となった。選挙では得票率60.77％を獲得し、第1回投票で再選を決めた。
2020年4月、アザリの搭乗機に爆弾を仕掛けられそうになる暗殺未遂事件が発生し、反体制派ら20人が逮捕された。
2022年5月、アザリは、コモロのモロッコ大使館からアフリカントロフィーの大陸功労賞を受賞した。
2022年9月22日、来たる27日に実施予定の故安倍晋三国葬儀にアザリ大統領及び夫人がコモロ代表として参列することが、日本国外務省により発表された。
2023年2月18日に当年度のアフリカ連合総会議長に選出され、1年間の任期を務めた。
2024年8月7日、アザリ・アスマニは息子で後継者と目されるヌール・エル・ファス(Nour El Fath)に政府の意思決定に広範に介入できる権限を与えた。
2024年9月13日には首都モロニ近郊にて襲撃を受け、刃物で刺されたが軽傷で命に別状はないと発表されている。